# Lochside (Whiskybrennerei)
Lochside war eine Whiskybrennerei in der Stadt Montrose, Angus, Schottland. Sie ist nicht zu verwechseln mit der gleichnamigen Whiskybrennerei, die zwischen 1830 und 1852 in Campbeltown bestand.

## Geschichte
Die Lochside Brennerei war ursprünglich eine Anfang des 19. Jahrhunderts gegründete Brauerei (Deuchars-Brauerei). Diese wurde jedoch 1957 geschlossen und Joseph Hobbs wandelte den Betrieb in eine Whiskybrennerei um. Er installierte zunächst eine über 20 m hohe Coffey Still, eine Anlage zur kostengünstigen Herstellung von Grain Whisky, der in den ersten Jahren das einzige Produkt der Brennerei darstellte. Anschließend wurden je zwei Grobbrandblasen (Wash Stills) und Feinbrandblasen (Spirit Stills) angeschafft, welche die Herstellung von Malt-Whisky ermöglichten. 1973 wurde die Brennerei von dem spanischen Unternehmen Destilerias y Crianza del Whisky übernommen. Im Jahre 1992 wurde die Brennerei geschlossen und 1994 an Allied Domecq veräußert. Sie wurde jedoch nie wieder geöffnet. Zunächst wurde 1999 das angeschlossene Lagerhaus abgerissen und schließlich 2005 die restlichen Gebäude.

## Produktion
Das benötigte Wasser entstammte einem Grundwasserbrunnen. Zur Herstellung von Grain-Whisky war eine Coffey Still installiert. Malt Whisky wurde über zwei Paare von wash und spirit stills gebrannt.

## Abfüllungen
Ein Großteil des produzierten Whiskys wurde zur Herstellung von Blends, vor allem in Macnab's blend, benutzt. Es gab jedoch regelmäßige Originalabfüllungen als Single Malts sowie verschiedene Abfüllungen unabhängiger Abfüller, welche auch heute noch manchmal im Handel anzutreffen sind.